# Sanyati (Simbabwe)
Koordinaten: 17° 57′ S, 29° 18′ O
Sanyati ist ein Ort in Westmashonaland in Simbabwe.

## Geografie
Der Ort liegt im gleichnamigen Distrikt am gleichnamigen Fluss, etwa 40 km nordöstlich von Gokwe. Er hat etwa 4000 Einwohner, Grund- und Sekundarschulen und eine Flugpiste. Er liegt auf etwa 870 m Höhe.
Sanyati wurde durch ein Hühnerzuchtprojekt Ende der 1990er Jahre bekannt.